# Hagryd-Dala
Hagryd-Dala is een plaats in de Zweedse gemeente Kungsbacka in de provincie Hallands län en het landschap Halland. De plaats heeft 355 inwoners (2005) en een oppervlakte van 49 hectare.